# Eleni Mawru
Eleni Mawru, gr. Ελένη Μαύρου (ur. 2 lutego 1961 w Kirenii) – cypryjska polityk, działaczka Postępowej Partii Ludzi Pracy (AKEL), deputowana do Izby Reprezentantów, deputowana do Parlamentu Europejskiego V kadencji (2004), w latach 2007–2011 burmistrz Nikozji, od 2012 do 2013 minister spraw wewnętrznych.

## Życiorys
Eleni Mawru urodziła się w miejscowości Kirenia na północy Cypru, gdzie mieszkała aż do 1974. Po inwazji na Cypr dokonanej przez wojska tureckie, podobnie jak wielu cypryjskich Greków, wraz ze swoją rodziną wyjechała z tej części kraju, zamieszkując w Nikozji.
Studiowała inżynierię lądową w stołecznym wyższym instytucie technicznym (ATI), po czym wyjechała do Wielkiej Brytanii. Kształciła się tam w zakresie politologii i stosunków międzynarodowych na University of London, uzyskując stopień Bachelor of Science. W Londynie działała w tamtejszym środowisku Cypryjczyków i w organizacjach studenckich.
Zaangażowała się w działalność polityczną w ramach komunistycznej Postępowej Partii Ludzi Pracy. Była sekretarzem generalnym jej organizacji młodzieżowej EDON. Została później członkinią komitetu centralnego partii AKEL. W latach 1986–1996 przez dwie kadencje była członkinią rady miejskiej stolicy Cypru.
W maju 2001 uzyskała mandat posłanki do Izby Reprezentantów z dystryktu Nikozja, w maju 2006 z powodzeniem ubiegała się o reelekcję. Była m.in. wiceprzewodniczącą komisji ds. środowiska, reprezentowała cypryjski parlament w Konwencie Europejskim. W 2003 Izba Reprezentantów mianowała ją obserwatorem przy Parlamencie Europejskim. 1 maja 2004 została eurodeputowaną V kadencji w ramach delegacji krajowej w związku z wstąpieniem Cypru do Unii Europejskiej. Mandat ten wykonywała do lipca tegoż roku, gdy w PE kolejnej kadencji zasiedli europarlamentarzyści wybrani w wyborach powszechnych. W Europarlamencie pracowała w Komisji Ochrony Środowiska, Zdrowia i Ochrony Konsumentów.
W wyborach na burmistrza Nikozji z 17 grudnia 2006 wystartowała z ramienia koalicji tworzonej przez Postępową Partię Ludzi Pracy, Partię Demokratyczną i Ruch na rzecz Socjaldemokracji. Zwyciężyła w tym głosowaniu, obejmując stanowisko burmistrza 1 stycznia 2007 jako pierwsza kobieta w historii. W konsekwencji złożyła mandat poselski.
W 2011 nie uzyskała reelekcji w wyborach na burmistrza, przegrywając z niezależnym kandydatem wspieranym przez centroprawicę. Zakończyła urzędowanie z końcem tegoż roku. W marcu 2012 powołana na stanowisko ministra spraw wewnętrznych. Urząd ten sprawowała przez okres roku, odeszła wraz z początkiem prezydentury Nikosa Anastasiadisa. W wyniku wyborów w 2016 powróciła do Izby Reprezentantów.

## Odznaczenia
- Kawaleria Orderu Narodowego Zasługi (Francja)[2].